# 小林正寿
小林 正寿（こばやし まさとし、1988年9月22日 - ）は、日本の気象予報士。茨城県常陸大宮市出身。株式会社ウェザーマップ所属。

## 人物・来歴
特技は野球（下述の通り中学校時代に野球部に所属）、趣味は動物園・水族館巡り、野球観戦。苦手なのは早起きである。
気象予報士を目指すきっかけとなったのは、中学校の野球部のとある練習日に雪の予報を部員に伝えたところ、その日は晴れだったため予報は外れ、以来「デマ」と渾名されるまでとなったことから。
茨城県立水戸桜ノ牧高等学校を経て、専修大学文学部人文学科環境地理学専攻を卒業後、2012年に気象予報士となり、2013年よりウェザーマップに所属。2019年3月までTBSニュースバード→TBS NEWSに気象キャスターとして出演した。同年4月1日より日本テレビ系『ZIP!』に月・水・金曜担当の気象予報士として出演。2022年4月からは月曜 - 水曜を担当中。
本人曰く、好きな天気は「しが（氷花）」とのことである。
就寝前に動物の写真集を見るのが原因かわからないが、鼻血をよく出す。過去、鼻血で寝具を捨てたらしく、冬場はよれよれのダウンコートを着てフローリングに寝ている。
2020年2月13日、水戸ホーリーホックのオフィシャルウェザーサポーターに就任した。
2020年4月22日より『ZIP!』のお天気コーナーを個人的な事情により休演したが、5月4日の放送より復帰した。
2022年9月15日付で茨城県より「いばらき大使」に委嘱された。

## 人物
- ミニマリストの人で家に布団と包丁がない。なので、床で寝ていて長ネギは犬歯で噛み切る[10]。
- 大学生時代にパニック障害で苦しんだ。
- 1日の流れは、午前0時に起きて筋トレとストレッチ[11]。

## 出演番組
- ZIP!（日本テレビ系、2019年4月1日 - 2022年4月1日 、月・水・金曜日担当 、2022年4月4日 -  、月・火・水曜日担当）

### 過去の出演番組
- TBSニュースバード→TBS NEWS（2013年 - 2019年）
  - 「TBSニュースワイド」
  - 「ニュース&天気」
- ひるおび!（TBS系、2013年）
- Nスタ（TBS） - 2013・2014年度、年末年始のお天気を担当
- あさイチ（NHK総合、2014年 - 2015年）
- FNNスピーク（関西テレビ、2015年 - 2018年） - 関西ローカルの天気予報を担当
- みんなのニュース ワンダー（関西テレビ） - 片平敦の休暇代理として天気予報を担当
- みんなのニュース 報道ランナー→報道ランナー（関西テレビ） - 片平敦の休暇代理として天気予報を担当
- news zero（日本テレビ系、2018年）
- 各局お天気キャスター大集合!異常気象の真実（フジテレビ系、2019年8月30日）
- 踊る!さんま御殿!!（日本テレビ系、2020年1月28日他）[12]
- 人生が変わる1分間の深イイ話（日本テレビ系、2020年4月6日、2時間SP）
- 一撃解明バラエティ ひと目でわかる!!（日本テレビ系、2020年5月28日）
- 有吉反省会（日本テレビ他、2021年5月15日）

## 講演活動
- 「天気予報のあれこれ」

## 著書
- ふしぎなお天気のいろいろ (リピックブック、2021年8月14日、ISBN 978-4908154324)

## 雑誌
- 女性セブン（小学館、2021年5月7日）- 「ワイルドすぎるお天気お兄さん」グラビア
- Non-no (集英社、2022年4月20日) - 「貴島明日香の５つの顔」- コメント